# Film (groupe)
Pour les articles homonymes, voir Film.

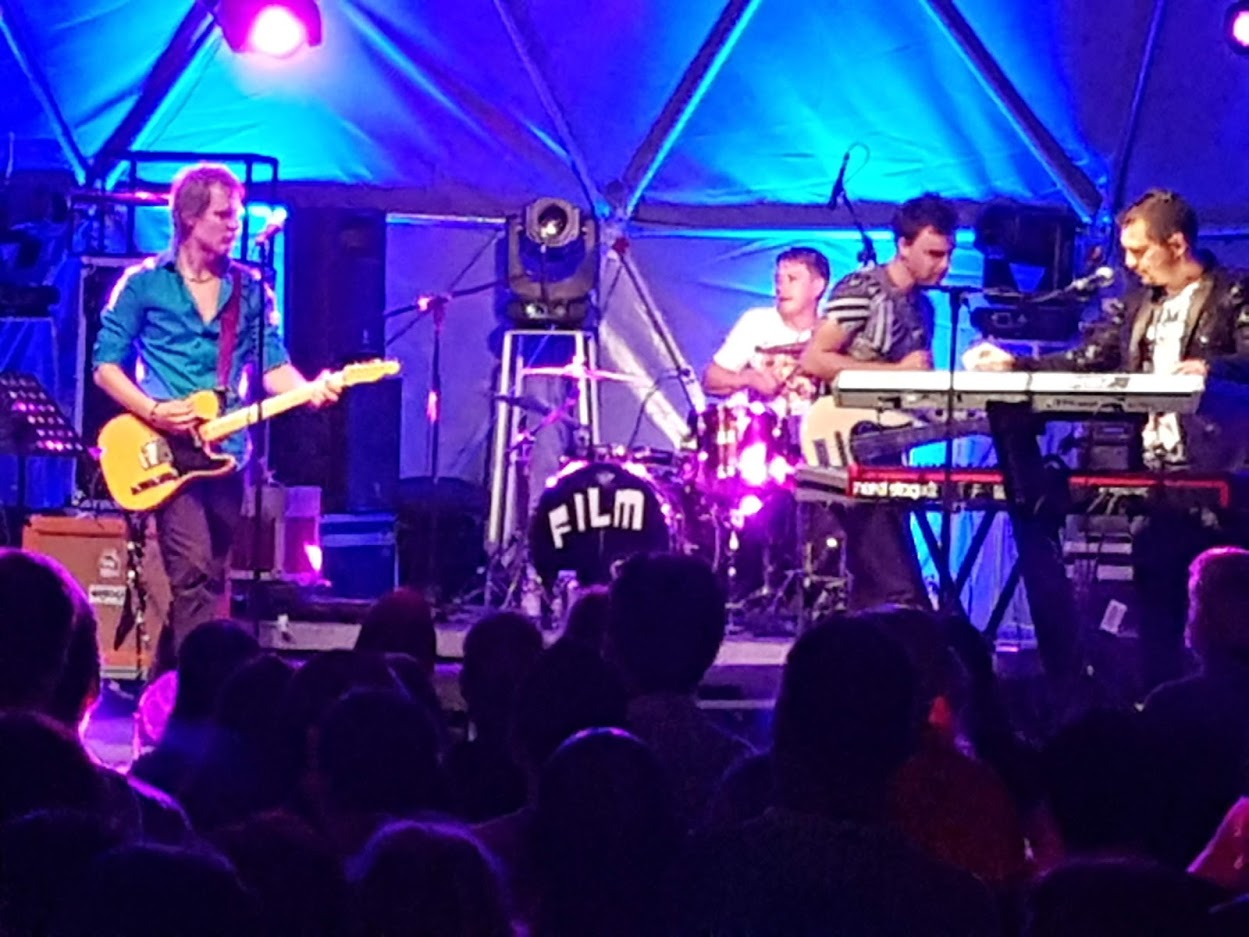
Concert de Film à Dubrovnik en 2018.

Film est un groupe de rock croate fondé en 1978 à Zagreb. C'est l'un des groupes les plus notables de la Nouvelle vague musicale yougoslave à la fin des années 1970 et au début des années 1980. Il s'est reformé ponctuellement en 1998 et 2018.

## Discographie
Albums studio
- Još jučer samo na filmu a sada i u vašoj glavi (1981)
- Zona sumraka (1982)
- Sva čuda svijeta (1983)
- Signali u noći (1985)